# Sara Morganti
Sara Morganti (Castelnuovo di Garfagnana, 21 marzo 1976) è una cavallerizza italiana, atleta paralimpica specialista del para-dressage.

## Biografia
Cresciuta a Barga dove tuttora vivono i genitori, Giancarlo Morganti e Margaret Moore, è la quarta di sei figli. Ha iniziato già in giovane età con lo sport e si è avvicinata al mondo dell'equitazione a tredici anni. Residente a Lucca, è affetta da un'invalidante sclerosi multipla (primariamente progressiva), diagnosticatale quando era diciannovenne. Laureata in Lingue e Letterature Straniere con 110 e lode presso l'Università di Pisa, lavora dal 2022 presso lo Stato Maggiore della Difesa nel GSPD. Si è sposata nel 1998 con Stefano Meoli, anche lui appassionato di cavalli e conosciuto sette anni prima presso un centro dove entrambi praticavano equitazione in varie discipline (cross country, endurance e salto ostacoli). Nel 2005 ha iniziato la sua carriera nell'attuale disciplina, conseguendo i suoi sogni sportivi.
Campionessa del mondo di equitazione, nella disciplina di paradressage freestyle e tecnico, in carica dal 2014 grazie al titolo ottenuto il 29 agosto 2014 ai Mondiali di Caen, ai titoli ottenuti nel 2018 a Tryon ed infine confermandosi nel 2022 ai Mondiali di Herning. È stata 37 volte campionessa italiana, vincendo 2 ori, 2 argenti e 4 bronzi ai campionati europei, ha sfiorato il podio mondiale ai Mondiali di Lexington nel 2010 e ha ottenuto il quarto posto anche alle Paralimpiadi Londra 2012. Alle Olimpiadi di Londra 2012 ha fatto parte dell'Italia Team Samsung assieme ad atleti come Valentina Vezzali, Aldo Montano, Tania Cagnotto. Alle Paralimpiadi di Tokyo 2020 ha conquistato due medaglie di bronzo e a Parigi 2024 un argento e una di bronzo.
Sara Morganti è intervenuta come testimonial, su invito di Matteo Trefoloni, al Raduno Arbitri di Calcio AIA FIGC della Toscana a San Vincenzo (LI).
Il 27 agosto 2021 in sella alla cavalla Royal Delight ha conquistato alle Paralimpiadi di Tokyo uno storico bronzo: è infatti la prima medaglia nel para-dressage per l'Italia nella storia dei Giochi. Ne ha poi vinta un'altra pochi giorni dopo.
Andata insieme alla cavalla Mariebelle alle Paralimpiadi di Parigi, il 3 settembre 2024 ha vinto il bronzo nel test individuale con un punteggio del 74,625% e il 7 ha conquistato nello stile libero il primo argento italiano nell'equitazione paralimpica con un punteggio dell'81,407%.
È stata proiettata una sua video-intervista di 15 minuti sia al raduno Arbitri AIA FIGC regionali Toscani presso la sede UEFA a Nyon, Svizzera, in presenza di Matteo Simone Trefoloni e Fabio Bresci, che allo Stage Interregionale Arbitri Calcio a 5 a Jesolo.
Ha vinto il Pegaso per lo Sport 2014, titolo di atleta toscana dell'anno istituito dalla Regione Toscana.
È stata ricevuta dal Presidente della Repubblica il 22 settembre 2014 e dal Papa a maggio 2016.
Sara Morganti è stata eletta atleta paralimpica del mondo del mese di settembre 2014 "Athlete of the Month September 2014" con il 41% dei voti superando l'inglese Jeannette Chippington (16% campionessa del mondo di paracanoa) e altri atleti di varie discipline.
A Novembre del 2013 a Scandicci le è stato assegnato il riconoscimento "Notte del Pallone rosa - Premio Maria Nisticò" - 3ª Edizione.
A dicembre 2014 è nata l'Associazione "Gli Amici di Sara", diventata ONLUS nel gennaio 2015, con sede a Prato, che si pone l'obiettivo di aiutare atleti paralimpici.
Ha ricevuto il premio San Cristoforo d'Oro 2014 quale massimo riconoscimento conferito dal comune di Barga.
Ad agosto 2015 e ad aprile 2016 era prima nel Ranking Mondiale FEI nel Paradressage con 1633 punti sopravanzando l'austriaco Pepo Puch e l'inglese Sir Lee Pearson CBE.
Il Coni le ha assegnato la Medaglia d'Oro al valore atletico nel 2014.
È stata eletta Presidente della Commissione Nazionale Atleti Paralimpici del CIP nel 2018.

## Cavalli
- Dollaro de Villanova:
  - quattro medaglie d'oro ai campionati italiani assoluti
  - Bronzo agli Europei nel 2009
- Royal Delight:
  - otto medaglie d'oro ai campionati italiani assoluti
  - 4º posto nel Freestyle alle Paralimpiadi Londra 2012[26].
  - due medaglie di Bronzo agli Europei nel 2013
  - una medaglia d'argento ai campionati del mondo 2014 prova tecnica
  - una medaglia d'oro ai campionati del mondo 2014 prova freestyle
  - medaglia di bronzo agli Europei 2015 svoltisi a Deauvile
  - due medaglie d'oro ai campionati del mondo 2018 prova tecnica e freestyle a Tryon
  - due medaglie di d'argento agli Europei nel 2019 a Rotterdam
  - due medaglie di bronzo alle Paralimpiadi Tokyo 2020
  - una medaglia d'argento ai campionati del mondo 2022 prova tecnica
  - una medaglia d'oro ai campionati del mondo 2022 prova freestyle
- Ferdinand di Fonte Abeti
  - due medaglie d'oro ai campionati italiani assoluti
- Mariebelle
  - quattro medaglie d'oro ai campionati italiani assoluti
  - una medaglia d'oro agli Europei nel 2023
  - una medaglia d'argento ed una medaglia di bronzo alle paralimpiadi di Parigi 2024

## Palmarès
- Medaglie ai  Giochi paralimpici: 4
 Bronzo Test individuale: Tokyo 2020
 Bronzo Stile libero: Tokyo 2020
 Bronzo Test individuale: Parigi 2024
 Argento Stile libero: Parigi 2024
- Medaglie ai Campionati mondiali di equitazione: 6
 Oro: Caen 2014
 Argento: Caen 2014
 Oro: Tryon 2018
 Oro: Tryon 2018
 Oro: Herning 2022
 Argento: Herning 2022
- Medaglie ai Campionati europei di equitazione: 7
 Oro
 Argento
 Argento
 Bronzo: 2009
 Bronzo: 2013
 Bronzo: 2013
 Bronzo: 2015
- Campionati italiani 34
17 ori nel Tecnico e 17 ori nel Freestyle (nel 2005 con Veneziano II, nel 2006 con Garibaldi 62, nel 2009 e nel 2010 con Dollaro de Villanova, nel 2011, nel 2012, nel 2013, nel 2014, nel 2015, nel 2016, nel 2019, nel 2021 e nel 2023 con Royal Delight, nel 2017 con Ferdinand di Fonteabeti, nel 2018 con Lucky One e nel 2020, 2022, 2023 e 2024 con Mariebelle).

## Onorificenze

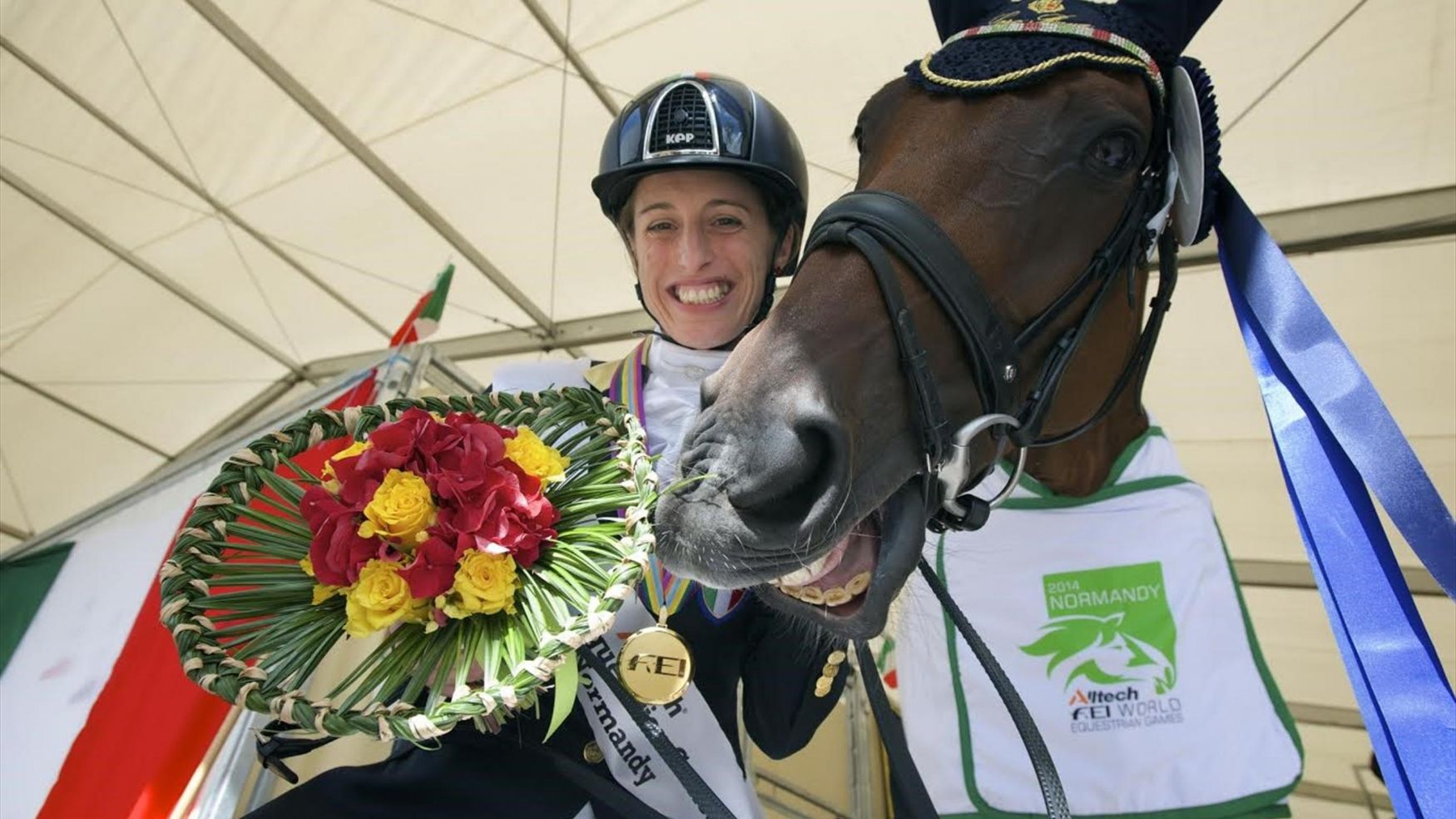
Atleta del mese IPC set 2014

### Internazionali anno 2018
- 10 medaglie d'oro
- 3 medaglie d'argento
- 3 piazzamenti

| 17/06/2018 | Somma Lombardo | ITA | CPEDI3* | Freestyle I                 | ROYAL DELIGHT            | 1 | 75.972  |
| 16/06/2018 | Somma Lombardo | ITA | CPEDI3* | Individual I                | ROYAL DELIGHT            | 1 | 73.988  |
| 16/06/2018 | Somma Lombardo | ITA | CPEDI3* | Individual I                | LUCKY ONE                | 4 | 65.655  |
| 15/06/2018 | Somma Lombardo | ITA | CPEDI3* | Team I                      | ROYAL DELIGHT            | 1 | 73.631  |
| 15/06/2018 | Somma Lombardo | ITA | CPEDI3* | Team I                      | LUCKY ONE                | 5 | 67.024  |
| 14/06/2018 | Somma Lombardo | ITA | CPEDI3* | Team Classification         | ROYAL DELIGHT            | 2 | 147.619 |
| 15/04/2018 | Kralovice      | CZE | CPEDI3* | Grade I Freestyle           | FERDINAND DI FONTE ABETI | 1 | 74.107  |
| 15/04/2018 | Kralovice      | CZE | CPEDI3* | Team Classification         | FERDINAND DI FONTE ABETI | 2 | 140.035 |
| 14/04/2018 | Kralovice      | CZE | CPEDI3* | Grade I Individual Test     | FERDINAND DI FONTE ABETI | 1 | 70.571  |
| 13/04/2018 | Kralovice      | CZE | CPEDI3* | Grade I Team Test           | FERDINAND DI FONTE ABETI | 1 | 69.464  |
| 11/03/2018 | Ornago         | ITA | CPEDI3* | Freestyle I                 | LUCKY ONE                | 1 | 74.111  |
| 10/03/2018 | Ornago         | ITA | CPEDI3* | Individual I                | LUCKY ONE                | 1 | 70.536  |
| 10/03/2018 | Ornago         | ITA | CPEDI3* | Individual I                | FERDINAND DI FONTE ABETI | 2 | 69.107  |
| 09/03/2018 | Ornago         | ITA | CPEDI3* | Team I                      | LUCKY ONE                | 1 | 72.024  |
| 09/03/2018 | Ornago         | ITA | CPEDI3* | Team I                      | FERDINAND DI FONTE ABETI | 4 | 66.607  |
| 08/03/2018 | Ornago         | ITA | CPEDI3* | CPEDI3* Team Classification | LUCKY ONE                | 1 | 142.560 |

### Internazionali anno 2019
- 7 medaglie d'oro
- 3 medaglie d'argento
- 2 piazzamenti

| 07/06/2019 | Kronenberg     | NED | CPEDI3* | Team I                    | ROYAL DELIGHT            | 1 | 75.417 |
| 08/06/2019 | Kronenberg     | NED | CPEDI3* | Individual I              | ROYAL DELIGHT            | 1 | 77.083 |
| 09/06/2019 | Kronenberg     | NED | CPEDI3* | Freestyle I               | ROYAL DELIGHT            | 1 | 80.989 |
| 21/06/2019 | Somma Lombardo | ITA | CPEDI3* | Team I                    | ROYAL DELIGHT            | 1 | 76.607 |
| 21/06/2019 | Somma Lombardo | ITA | CPEDI3* | Team I                    | FERDINAND DI FONTE ABETI | 2 | 72.917 |
| 22/06/2019 | Somma Lombardo | ITA | CPEDI3* | Individual I              | ROYAL DELIGHT            | 1 | 75.952 |
| 22/06/2019 | Somma Lombardo | ITA | CPEDI3* | Individual I              | FERDINAND DI FONTE ABETI | 2 | 73.690 |
| 12/07/2019 | Überherrn      | GER | CPEDI3* | I Team - Grade I - Team T | ROYAL DELIGHT            | 1 | 71.667 |
| 12/07/2019 | Überherrn      | GER | CPEDI3* | I Team - Grade I - Team T | FERDINAND DI FONTE ABETI | 5 | 69.226 |
| 13/07/2019 | Überherrn      | GER | CPEDI3* | I Individual - Grade I    | ROYAL DELIGHT            | 2 | 73.393 |
| 13/07/2019 | Überherrn      | GER | CPEDI3* | I Individual - Grade I    | FERDINAND DI FONTE ABETI | 6 | 70.655 |
| 14/07/2019 | Überherrn      | GER | CPEDI3* | I Freestyle - Grade I     | ROYAL DELIGHT            | 1 | 75.223 |

### Internazionali anno 2020
- 6 medaglie d'oro
- 4 medaglie d'argento

| 17/01/2020 | Ornago         | ITA | CPEDI3* | Team I       | MARIEBELLE    | 1 | 75.119 |
| 17/01/2020 | Ornago         | ITA | CPEDI3* | Team I       | ROYAL DELIGHT | 2 | 72.203 |
| 18/01/2020 | Ornago         | ITA | CPEDI3* | Individual I | ROYAL DELIGHT | 1 | 79.524 |
| 18/01/2020 | Ornago         | ITA | CPEDI3* | Individual I | MARIEBELLE    | 2 | 75.417 |
| 19/01/2020 | Ornago         | ITA | CPEDI3* | Freestyle I  | MARIEBELLE    | 1 | 76.000 |
| 20/09/2020 | Somma Lombardo | ITA | CPEDI3* | Team I       | MARIEBELLE    | 2 | 73.035 |
| 19/09/2020 | Somma Lombardo | ITA | CPEDI3* | Team I       | ROYAL DELIGHT | 1 | 75.953 |
| 19/09/2020 | Somma Lombardo | ITA | CPEDI3* | Individual I | ROYAL DELIGHT | 1 | 75.655 |
| 18/09/2020 | Somma Lombardo | ITA | CPEDI3* | Individual I | MARIEBELLE    | 2 | 73.750 |
| 18/09/2020 | Somma Lombardo | ITA | CPEDI3* | Freestyle I  | MARIEBELLE    | 1 | 74.044 |

### Internazionali anno 2021
- 6 medaglie d'oro
- 2 medaglie d'argento
- 3 medaglie di bronzo

| 28/02/2021 | Ornago         | ITA | CPEDI3* | Team I       | MARIEBELLE    | 2 | 75.298 |
| 2702/2021  | Ornago         | ITA | CPEDI3* | Team I       | ROYAL DELIGHT | 1 | 75.571 |
| 27/02/2021 | Ornago         | ITA | CPEDI3* | Individual I | ROYAL DELIGHT | 1 | 74.940 |
| 26/02/2021 | Ornago         | ITA | CPEDI3* | Individual I | MARIEBELLE    | 2 | 73.809 |
| 26/02/2021 | Ornago         | ITA | CPEDI3* | Freestyle I  | MARIEBELLE    | 1 | 77.601 |
| 10/06/2021 | Kronenberg     | NED | CPEDI3* | Team I       | MARIEBELLE    | 3 | 73.095 |
| 11/06/2021 | Kronenberg     | NED | CPEDI3* | Individual I | MARIEBELLE    | 3 | 74.464 |
| 12/06/2021 | Kronenberg     | NED | CPEDI3* | Freestyle I  | MARIEBELLE    | 3 | 78.645 |
| 24/06/2021 | Somma Lombardo | ITA | CPEDI3* | Team I       | ROYAL DELIGHT | 1 | 76.310 |
| 25/06/2021 | Somma Lombardo | ITA | CPEDI3* | Individual I | ROYAL DELIGHT | 1 | 78.214 |
| 26/06/2021 | Somma Lombardo | ITA | CPEDI3* | Freestyle I  | ROYAL DELIGHT | 1 | 79.056 |

### Internazionali anno 2022
- 2 medaglie d'argento
- 3 medaglie di bronzo
- 3 piazzamenti

| 22/04/2022 | Waregem    | BEL | CPEDI3* | Team I       | MARIEBELLE    | 4 | 70.714 |
| 23/04/2022 | Waregem    | BEL | CPEDI3* | Individual I | MARIEBELLE    | 3 | 72.214 |
| 24/04/2022 | Waregem    | BEL | CPEDI3* | Freestyle I  | MARIEBELLE    | 3 | 74.334 |
| 17/06/2022 | Kronenberg | NED | CPEDI3* | Team I       | MARIEBELLE    | 2 | 74.821 |
| 17/06/2022 | Kronenberg | NED | CPEDI3* | Individual I | MARIEBELLE    | 5 | 74.048 |
| 18/06/2022 | Kronenberg | NED | CPEDI3* | Team I       | ROYAL DELIGHT | 9 | 70.595 |
| 18/06/2022 | Kronenberg | NED | CPEDI3* | Individual I | ROYAL DELIGHT | 3 | 74.941 |
| 19/06/2022 | Kronenberg | NED | CPEDI3* | Freestyle I  | MARIEBELLE    | 2 | 77.334 |

### Internazionali anno 2023
- 5 medaglie d'oro
- 4 medaglie d'argento

| 04/06/2023 | Stadl Paura | AUT | CPEDI3* | Para Grand Prix Freestyle - Grade I | MARIEBELLE | 1 | 81.323 |
| 03/06/2023 | Stadl Paura | AUT | CPEDI3* | Para Grand Prix Test B - Grade I    | MARIEBELLE | 1 | 77.361 |
| 02/06/2023 | Stadl Paura | AUT | CPEDI3* | Para Grand Prix Test A - Grade I    | MARIEBELLE | 2 | 74.514 |
| 23/04/2023 | Waregem     | BEL | CPEDI3* | Para Grand Prix Freestyle I         | MARIEBELLE | 2 | 79.987 |
| 22/04/2023 | Waregem     | BEL | CPEDI3* | Para Grand Prix B I                 | MARIEBELLE | 2 | 75.792 |
| 21/04/2023 | Waregem     | BEL | CPEDI3* | Para Grand Prix A I                 | MARIEBELLE | 2 | 75.583 |
| 05/03/2023 | Ornago      | ITA | CPEDI3* | Para Grand Prix Freestyle I         | MARIEBELLE | 1 | 81.511 |
| 04/03/2023 | Ornago      | ITA | CPEDI3* | Para Grand Prix B I                 | MARIEBELLE | 1 | 80.208 |
| 03/03/2023 | Ornago      | ITA | CPEDI3* | Para Grand Prix A I                 | MARIEBELLE | 1 | 79.861 |

### Internazionali anno 2024
- 9 medaglie d'oro
- 6 medaglie d'argento

| 07/07/2024 | Ornago         | ITA | CPEDI3* | Para Grand Prix Freestyle I | MARIEBELLE    | 1 | 79.867 |
| 06/07/2024 | Ornago         | ITA | CPEDI3* | Para Grand Prix B I         | MARIEBELLE    | 1 | 76.944 |
| 06/07/2024 | Ornago         | ITA | CPEDI3* | Para Grand Prix B I         | ROYAL DELIGHT | 2 | 75.625 |
| 05/07/2024 | Ornago         | ITA | CPEDI3* | Para Grand Prix A I         | MARIEBELLE    | 1 | 76.180 |
| 05/07/2024 | Ornago         | ITA | CPEDI3* | Para Grand Prix A I         | ROYAL DELIGHT | 2 | 75.139 |
| 09/06/2024 | Hagen a. T. W. | GER | CPEDI3* | Para Grand Prix Freestyle I | MARIEBELLE    | 1 | 80.167 |
| 08/06/2024 | Hagen a. T. W. | GER | CPEDI3* | Para Grand Prix B I         | MARIEBELLE    | 1 | 75.972 |
| 08/06/2024 | Hagen a. T. W. | GER | CPEDI3* | Para Grand Prix B I         | ROYAL DELIGHT | 2 | 74.097 |
| 07/06/2024 | Hagen a. T. W. | GER | CPEDI3* | Para Grand Prix A I         | MARIEBELLE    | 1 | 73.403 |
| 07/06/2024 | Hagen a. T. W. | GER | CPEDI3* | Para Grand Prix A I         | ROYAL DELIGHT | 2 | 73.056 |
| 03/03/2024 | Ornago         | ITA | CPEDI3* | Para Grand Prix Freestyle I | MARIEBELLE    | 1 | 78.300 |
| 02/03/2024 | Ornago         | ITA | CPEDI3* | Para Grand Prix B I         | ROYAL DELIGHT | 1 | 78.333 |
| 02/03/2024 | Ornago         | ITA | CPEDI3* | Para Grand Prix B I         | MARIEBELLE    | 2 | 76.389 |
| 01/03/2024 | Ornago         | ITA | CPEDI3* | Para Grand Prix A I         | ROYAL DELIGHT | 1 | 77.083 |
| 01/03/2024 | Ornago         | ITA | CPEDI3* | Para Grand Prix A I         | MARIEBELLE    | 2 | 75.139 |